# Câmpul pentru exerciții militare Bergen
Coordonate: 52° 48' N, 9° 49' O

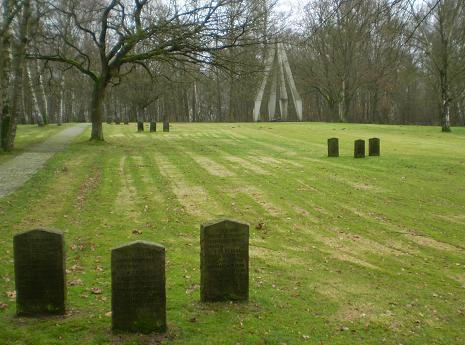
Cimitirul soldaţilor necunoscuţi

Câmpul pentru exerciții militare Bergen (Truppenübungsplatz Bergen) ocupă un areal de  284 km² este situat în partea de sud a regiunii Lüneburger Heide, landul Saxonia Inferioară, Germania. El este câmpul cel mai mare din Germania destinat pentru exerciții militare a trupelor germane și NATO.

## Date geografice
Câmpul pentru exerciții militare se întinde pe ambele părți a graniței dintre districtele Celle și Soltau-Fallingbostel la ca. 40 km nord de Hanovra,  70 km sud-est de Bremen și la 80 km sud de Hamburg. El se află la altitudinea de 28 - 150 m deasupra n.m. fiind amplasat între Bad Fallingbostel (în vest) și  Bergen (Landkreis Celle) (în est) la câțiva kilometri sud de Soltau și nord de Wietze.